# Rhino Entertainment
La Rhino Entertainment è una società della Warner Music Group specializzata nella pubblicazione di retrospettive e riedizioni di opere musicali, televisive e cinematografiche. Nel settore musicale è nota come Rhino Records.

## Storia
La Rhino nacque nel 1977 come etichetta discografica, fondata da un proprietario di un negozio di dischi di nome Richard Foos. Nel 1986 strinse un accordo per la distribuzione dei propri dischi con Capitol Records, e nel 1989, insieme alla EMI, acquisì la Roulette Records. Nel 1992, sciolto il contratto con Capitol, la Rhino passò a farsi distribuire della WEA; nello stesso anno Time Warner acquisì il 50% della società, e sei anni dopo l'altro 50%.
La Rhino Records ha iniziato, a partire dal 2008, a ristampare in cd album di artisti italiani: tra i primi pubblicati ricordiamo nel 2008 Nuove canzoni d'amore di Sergio Endrigo e nel 2009 Rinaldo in campo di Domenico Modugno (con Delia Scala, Franco Franchi e Ciccio Ingrassia) e Tutto Cetra - Un bacio a mezzanotte, raccolta del Quartetto Cetra.

## Principali pubblicazioni
- retrospettive su famosi attori comici come Richard Pryor, Stan Freberg, Tom Lehrer e Spike Jones;
- riedizioni in home video e DVD di telefilm come The Lone Ranger, Il mio amico marziano, e Mystery Science Theater 3000;
- riedizioni in CD di colonne sonore di film della Metro Goldwyn Mayer (pre-1986), Turner (pre-1986) e Warner Bros.; tra le altre, Via col vento, Il mago di Oz del 1939, Casablanca, King Kong, Il dottor Živago e Superman;
- riedizioni (in genere con sonoro rimasterizzato e restaurato) della discografia di grandi complessi degli anni settanta come Eric Burdon, Ramones, Emerson, Lake & Palmer, Yes, Doobie Brothers, Chicago e Doors.